# Списак министара финансија Србије
Списак министара финансија Србије односи се на личности које су у Владама Републике Србије године водиле Министарство финансија Србије.

## Правитељствујушчи совјет сербскиПопечитељ хазне, тајни дејствителни член Совјета
| Слика | Име и презиме | Почетак мандата | Крај мандата | Белешка |
| ----- | ------------- | --------------- | ------------ | ------- |
|       | Сима Марковић | 1811            | 1813         |         |

## Попечитељ финансијаКнежевине Србије(1834–1861)
| Слика | Име и презиме        | Почетак мандата | Крај мандата | Белешка |
| ----- | -------------------- | --------------- | ------------ | ------- |
|       | Коца Марковић        | 1834.           | 1835.        |         |
|       | Алекса Симић         | 1835.           | 1840.        |         |
|       | Цветко Рајовић       | 1840.           | 1840.        |         |
|       | Анта Протић          | 1840.           | 1841.        |         |
|       | Павле Станишић       | 1841.           | 1847.        |         |
|       | Радован Дамњановић   | 1847.           | 1848.        |         |
|       | Паун Јанковић        | 1848.           | 1854.        |         |
|       | Александар Ненадовић | 1854.           | 1856.        |         |
|       | Јован Мариновић      | 1856.           | 1858.        |         |
|       | Јован Вељковић       | 1858.           | 1859.        |         |
|       | Теодор Хербез        | 1859.           | 1860.        |         |
|       | Јован Гавриловић     | 1860.           | 1861.        |         |

## Министар финансијаКнежевине Србије(1861–1882)
| Слика | Име и презиме       | Почетак мандата | Крај мандата | Белешка                                                              |
| ----- | ------------------- | --------------- | ------------ | -------------------------------------------------------------------- |
|       | Јован Гавриловић    | 1861.           | 1861.        |                                                                      |
|       | Коста Цукић         | 1861.           | 1868.        |                                                                      |
|       | Панта Јовановић     | 1868.           | 1873.        |                                                                      |
|       | Марко Лазаревић     | 1873.           | 1873.        |                                                                      |
|       | Чедомиљ Мијатовић   | 1873.           | 1874.        |                                                                      |
|       | Љубомир Каљевић     | 1874.           | 1875.        |                                                                      |
|       | Стојан Новаковић    | 1875.           | 1875.        | заступник                                                            |
|       | Чедомиљ Мијатовић   | 1875.           | 1875.        |                                                                      |
|       | Коста Јовановић     | 1875.           | 1875.        |                                                                      |
|       | Милован Т. Јанковић | 1875.           | 1875.        |                                                                      |
|       | Стеван Здравковић   | 1875.           | 1876.        | вршилац дужности                                                     |
|       | Владимир Јовановић  | 1876.           | 1879.        | Друга Влада Стевче Михаиловића Трећа Влада Јована Ристића            |
|       | Илија Маретић       | 1879.           | 1880.        | Трећа Влада Јована Ристића                                           |
|       | Владимир Јовановић  | 1880.           | 1880.        | Трећа Влада Јована Ристића                                           |
|       | Чедомиљ Мијатовић   | 1880.           |              | Влада Милана Пироћанца заступник, до 10/22.10.1881, а од тада сталан |

## Министар финансијаКраљевине Србије(1882–1918)
| Слика | Име и презиме              | Почетак мандата | Крај мандата | Белешка                     |
| ----- | -------------------------- | --------------- | ------------ | --------------------------- |
|       | Чедомиљ Мијатовић          |                 | 1883.        | Влада Милана Пироћанца      |
|       | Алекса Спасић              | 1883.           | 1884.        | Друга Влада Николе Христића |
|       | Ђорђе М. Павловић          | 1884.           | 1884.        |                             |
|       | Милутин Гарашанин          | 1884.           | 1885.        | заступник                   |
|       | Вукашин Петровић           | 1885.           | 1886.        |                             |
|       | Чедомиљ Мијатовић          | 1886.           | 1887.        |                             |
|       | Михаило Вујић              | 1887.           | 1888.        |                             |
|       | Мита Ракић                 | 1888.           | 1888.        |                             |
|       | Чедомиљ Мијатовић          | 1888.           | 1889.        | заступник                   |
|       | Михаило Вујић              | 1889.           | 1891.        |                             |
|       | Никола Пашић               | 1891.           | 1892.        | заступник                   |
|       | Димитрије Стојановић       | 1892.           | 1893.        |                             |
|       | Михаило В. Вујић           | 1893.           | 1894.        |                             |
|       | Ђорђе С. Симић             | 1894.           | 1894.        | заступник                   |
|       | Чедомиљ Мијатовић          | 1894.           | 1894.        |                             |
|       | Вукашин Ј. Петровић        | 1894.           | 1895.        |                             |
|       | Стеван Здравковић          | 1895.           | 1895.        | заступник                   |
|       | Стеван Д. Поповић          | 1895.           | 1896.        |                             |
|       | Михаило В. Вујић           | 1896.           | 1897.        |                             |
|       | Стеван Д. Поповић          | 1897.           | 1898.        |                             |
|       | Вукашин Петровић           | 1898.           | 1900.        |                             |
|       | Михаило М. Поповић         | 1900.           | 1902.        |                             |
|       | Милован Ђ. Миловановић     | 1902.           | 1902.        |                             |
|       | Михаило М. Поповић         | 1902.           | 1902.        |                             |
|       | Милић Радовановић          | 1902.           | 1902.        |                             |
|       | Милован Маринковић         | 1902.           | 1903.        |                             |
|       | Војислав С. Вељковић       | 1903.           | 1903.        |                             |
|       | Александар С. Борисављевић | 1903.           | 1903.        |                             |
|       | Милић Радовановић          | 1903.           | 1903.        |                             |
|       | Сава Грујић                | 1903.           | 1904.        | заступник                   |
|       | Лазар Пачу                 | 1904.           | 1905.        |                             |
|       | Милан Марковић             | 1905.           | 1906.        |                             |
|       | Владимир Тодоровић         | 1906.           | 1906.        | заступник                   |
|       | Лазар Пачу                 | 1906.           | 1908.        |                             |
|       | Михаило М. Поповић         | 1908.           | 1909.        |                             |
|       | Стојан Протић              | 1909.           | 1912.        |                             |
|       | Милован Ђ. Миловановић     | 1912.           | 1912.        | заступник                   |
|       | Михаило В. Илић            | 1912.           | 1912.        | заступник, до 7/20.7.1912.  |
|       | Јован П. Јовановић         | 1912.           | 1912.        |                             |
|       | Лазар Пачу                 | 1912.           | 1915.        |                             |
|       | Војислав Д. Маринковић     | 1915.           | 1915.        | заступник, до 9/22.11.1915. |
|       | Момчило А. Нинчић          | 1915.           | 1917.        |                             |
|       | Стојан Протић              | 1917.           | 1918.        |                             |

## Министри финансија Краљевине СХС/Југославије

### Министри финансијаСрбије под немачком окупацијом(1941–1944)
- Душан Летица
- Љубиша Микић

## Повереник за финансијеФедералне Државе Србије(1945–1946)
| Слика | Име и презиме   | Почетак мандата | Крај мандата       | Партија                     | Белешка                      |
| ----- | --------------- | --------------- | ------------------ | --------------------------- | ---------------------------- |
|       | Петар Стамболић | 9. април 1945.  | 22. новембар 1946. | Савез комуниста Југославије | Прва влада Благоја Нешковића |

## Министри финансијаНародне/Социјалистичке Републике Србије(1946–1991)
| Слика | Име и презиме   | Почетак мандата    | Крај мандата       | Партија                     | Белешка |
| ----- | --------------- | ------------------ | ------------------ | --------------------------- | --- |
|       | Радош Јовановић | 22. новембар 1946. | 5. септембар 1948. | Савез комуниста Југославије | Друга влада Благоја Нешковића Министар финансија |
| нема  | нема            | 1948.              | 1986.              | Савез комуниста Југославије | Прва влада Петра Стамболића, Друга влада Петра Стамболића, Трећа влада Петра Стамболића, Влада Јована Веселинова, Влада Милоша Минића, Влада Слободана Пенезића, Влада Драгог Стаменковића, Влада Ђурице Јојкића, Влада Миленка Бојанића, Влада Душана Чкребића, Влада Ивана Стамболића, Влада Бранислава Иконића |
|       | Милорад Шкрбић  | 6. мај 1986.       | 5. децембар 1989.  | Савез комуниста Југославије | Влада Десимира Јевтића Републички секретар за финансије |
|       | Јован Зебић     | 5. децембар 1989.  | 11. фебруар 1991.  | Савез комуниста Југославије | Влада Станка Радмиловића Републички секретар за финансије |

## Министри финансијаРепублике Србије(1991–2000)
| Слика | Име и презиме    | Почетак мандата | Крај мандата | Партија                       | Белешка                                             |
| ----- | ---------------- | --------------- | ------------ | ----------------------------- | --------------------------------------------------- |
|       | Јован Зебић      | 1991.           | 1993.        | Социјалистичка партија Србије | Влада Драгутина Зеленовића, Влада Радомана Божовића |
|       | Славољуб Станић  | 1993.           | 1994.        | Социјалистичка партија Србије | Влада Николе Шаиновића                              |
|       | Душан Влатковић  | 1994.           | 1998.        | Социјалистичка партија Србије | Прва влада Мирка Марјановића                        |
|       | Борислав Милачић | 1998.           | 2000.        | Социјалистичка партија Србије | Друга влада Мирка Марјановића                       |

## Колегијум министра финансијаРепублике Србије(2000–2001)
| #  | Слика | Име и презиме               | Почетак мандата   | Крај мандата     | Партија                       | Белешка                        |
| -- | ----- | --------------------------- | ----------------- | ---------------- | ----------------------------- | ------------------------------ |
| 1. |       | мр Љубиша Јовановић         | 25. октобар 2000. | 25. јануар 2001. | Демократска опозиција Србије  | Прелазна влада Миломира Минића |
| 2. |       | проф. др Бојан Димитријевић | 25. октобар 2000. | 25. јануар 2001. | Српски покрет обнове          | Прелазна влада Миломира Минића |
| 3. |       | Борислав Милачић            | 25. октобар 2000. | 25. јануар 2001. | Социјалистичка партија Србије | Прелазна влада Миломира Минића |

## Министри финансија Републике Србије (2001–2012)
| Слика | Име и презиме       | Почетак мандата  | Крај мандата      | Партија | Партија              | Белешка                                       |
| ----- | ------------------- | ---------------- | ----------------- | ------- | -------------------- | --------------------------------------------- |
|       | Божидар Ђелић       | 25. јануар 2001. | 3. март 2004.     |         | Демократска странка  | Влада Зорана Ђинђића и Влада Зорана Живковића |
|       | Млађан Динкић       | 3. март 2004.    | 9. новембар 2006. |         | Г17 плус             | Прва влада Војислава Коштунице                |
|       | Мирко Цветковић     | 15. мај 2007.    | 7. јул 2008.      |         | Ванстраначка личност | Друга влада Војислава Коштунице               |
|       | Дијана Драгутиновић | 7. јул 2008.     | 14. март 2011.    |         | Демократска странка  | Влада Мирка Цветковића                        |
|       | Мирко Цветковић     | 14. март 2011.   | 27. јул 2012.     |         | Ванстраначка личност | Влада Мирка Цветковића                        |

## Министар финансија и привредеРепублике Србије(2012–2013)
| Слика | Име и презиме | Почетак мандата | Крај мандата       | Партија | Партија                  | Белешка           |
| ----- | ------------- | --------------- | ------------------ | ------- | ------------------------ | ----------------- |
|       | Млађан Динкић | 27. јул 2012.   | 2. септембар 2013. |         | Уједињени региони Србије | Влада Ивице Дачић |

## Министри финансија Републике Србије 2013–
| Слика | Име и презиме | Почетак мандата    | Крај мандата    | Партија                 | Белешка                                                                   |
| ----- | ------------- | ------------------ | --------------- | ----------------------- | ------------------------------------------------------------------------- |
|       | Лазар Крстић  | 2. септембар 2013. | 4. август 2014. | Ванстраначка личност    | Влада Ивице Дачића и Прва влада Александра Вучића                         |
|       | Душан Вујовић | 4. август 2014.    | 16. мај 2018.   | Ванстраначка личност    | Прва, Друга влада Александра Вучића и Прва влада Ане Брнабић              |
|       | Синиша Мали   | 16. мај 2018.      | Тренутно        | Српска напредна странка | Прва влада Ане Брнабић, Друга влада Ане Брнабић и Трећа влада Ане Брнабић |